# 茱蒂·班森
茱蒂·瑪麗·班森（英語：Jodi Marie Benson，1961年10月10日—）是位美國女演員、配音員和女高音歌手。他最具知名的配音是為迪士尼動畫小美人魚系列裡的愛麗兒說話和演唱。在2002年和2006年，她在《王國之心》系列中扮演愛麗兒的英語版本角色。最近，茱蒂·班森在1999年的電影《玩具總動員2》、2010年的電影《玩具總動員3》和玩具總動員短篇卡通《夏威夷假期》裡的芭比配音。

## 影片

### 電影電視
- 1984年 風之谷 - 拉絲黛兒之母 (2004 迪士尼版本配音)
- 1989年 小美人魚 -  愛麗兒、凡妮莎（配音）
- 1990年 Disney Sing Along Songs：Under the Sea － 愛麗兒（配音、檔案畫面）
- 1991年 Pirates of Dark Water卡通系列 - Tula（配音）
- 1992年 Dance Workout with Barbie - 芭比（配音）
- 1992年 P. J. Sparkles (1988年美泰兒) - P. J. （配音）
- 1992年 小美人魚卡通系列 - 愛麗兒（配音）
- 1993年 Disney Sing Along Songs： Friend Like Me - 愛麗兒（配音、檔案畫面）
- 1994年 Disney Sing Along Songs： Circle of Life - 愛麗兒（配音、檔案畫面）
- 1994年 姆指姑娘 － 拇指姑娘（配音）
- 1995年 Mickey's Fun Songs：Beach Party at Walt Disney World - 愛麗兒（配音和現場演出）
- 1996年 Guideposts Junction － 她自己
- 1997年 飛天法寶 - Weebo（配音）
- 1997年 小氣財神 - 貝兒（配音）
- 1998年 Blablaland - Lola Pesto（配音）
- 1998年 The Mighty Kong - Ann Darrow（配音）[1]
- 1998年 大力士卡通系列 - 特洛伊的海倫（配音）
- 1999年 玩具總動員2 - 芭比（配音）
- 1999年 Hercules： Zero to Hero - 特洛伊的海倫（配音）
- 2000年 Batman Beyond - Aquagirl（配音）[2]
- 2000年 小美人魚2：重返大海 - 愛麗兒（配音）
- 2000年 約瑟傳說：埃及之謎 - 亞西納（配音）
- 2001年 米老鼠群星會 － 愛麗兒、貝兒（配音）
- 2001年 小姐與流氓2：狗兒逃家記 - 麗滴（配音）
- 2001年 米奇的神奇耶誕 － 愛麗兒（配音）
- 2001年 雪地靈犬 - 珍娜（配音）
- 2001年 愛酷一族 - 藍仙女
- 2002年 飛天小女警電影公開版 - 琳達（配音）
- 2002年 Rapsittie Street Kids: Believe in Santa - Lenee（配音）
- 2003年 101忠狗續集：倫敦大冒險 - 安妮塔（配音）
- 2003年 K10C: Kids' Ten Commandments - Leila and Martha（配音）
- 2003年 Mickey's PhilharMagic - 愛麗兒（配音）
- 2004年 雪地靈犬3 - Jenna（配音）
- 2005年 瘋狂夏令營 - Patsy Smiles, Ms. Jane Doe, Almondine（配音）
- 2007年 The Save-Ums - Cloe（配音）
- 2007年 曼哈頓奇緣 - 珊
- 2008年 小美人魚3：回到當初 － 愛麗兒（配音）
- 2010年 玩具總動員 - 芭比（配音）
- 2011年 The Little Engine That Could  - Jillian （配音）
- 2011年 夏威夷假期 - 芭比（配音）
- 2012年 奇妙仙子：冬森林的秘密 - Healing-Talent Fairy（配音）
- 2013年 小公主蘇菲亞 - 愛麗兒（配音）

### 電玩配音
- 1998年 蟲蟲危機遊戲 - Atta
- 2000年 冒險奇譚2 - Millenia/Reena
- 2000年 小美人魚2：重返大海遊戲 - 愛麗兒
- 2000年 Disney's Aladdin in Nasira's Revenge - Nasira
- 2002年 王國之心 - 愛麗兒（英語版）
- 2005年 王國之心2 - 愛麗兒（英語版）
- 2007年 Disney Princess: Enchanted Journey - 愛麗兒
- 2011年 Kinect Disneyland Adventures - 愛麗兒
- 2012年 Disney Princess: My Fairytale Adventure - 愛麗兒

## 唱片
- 1990年 小美人魚原聲帶
- 1991年 Jodi Benson Sings Songs From the Beginner's Bible I
- 1992年 Jodi Benson Sings Songs From the Beginner's Bible II
- 1992年 The Little Mermaid: Splash hits
- 1992年 Crazy for You Cast Recording
- 1993年 The Little Mermaid: Songs from the Sea
- 1994年 Unsung Musicals
- 1994年 拇指姑娘原聲帶
- 1995年 Songs of Guideposts Junction
- 1996年 Hollywood Christmas (Various artists)
- 2000年 小美人魚2：重返大海原聲帶
- 2004年 Disney Princess: The Ultimate Song Collection
- 2004年 Disney Princess Music Hits
- 2005年 Disney Princess Christmas Of Enchantment
- 2005年 Disney Princess Tea Party
- 2006年 Ultimate Disney Princess

## 外部連結
- 茱蒂·班森在互联网电影资料库（IMDb）上的資料（英文）
- 互聯網百老匯資料庫（IBDB）上茱蒂·班森的資料（英文）
- Jodi Benson at the Disney Legends Website （页面存档备份，存于）
- Performance